# Формула-4

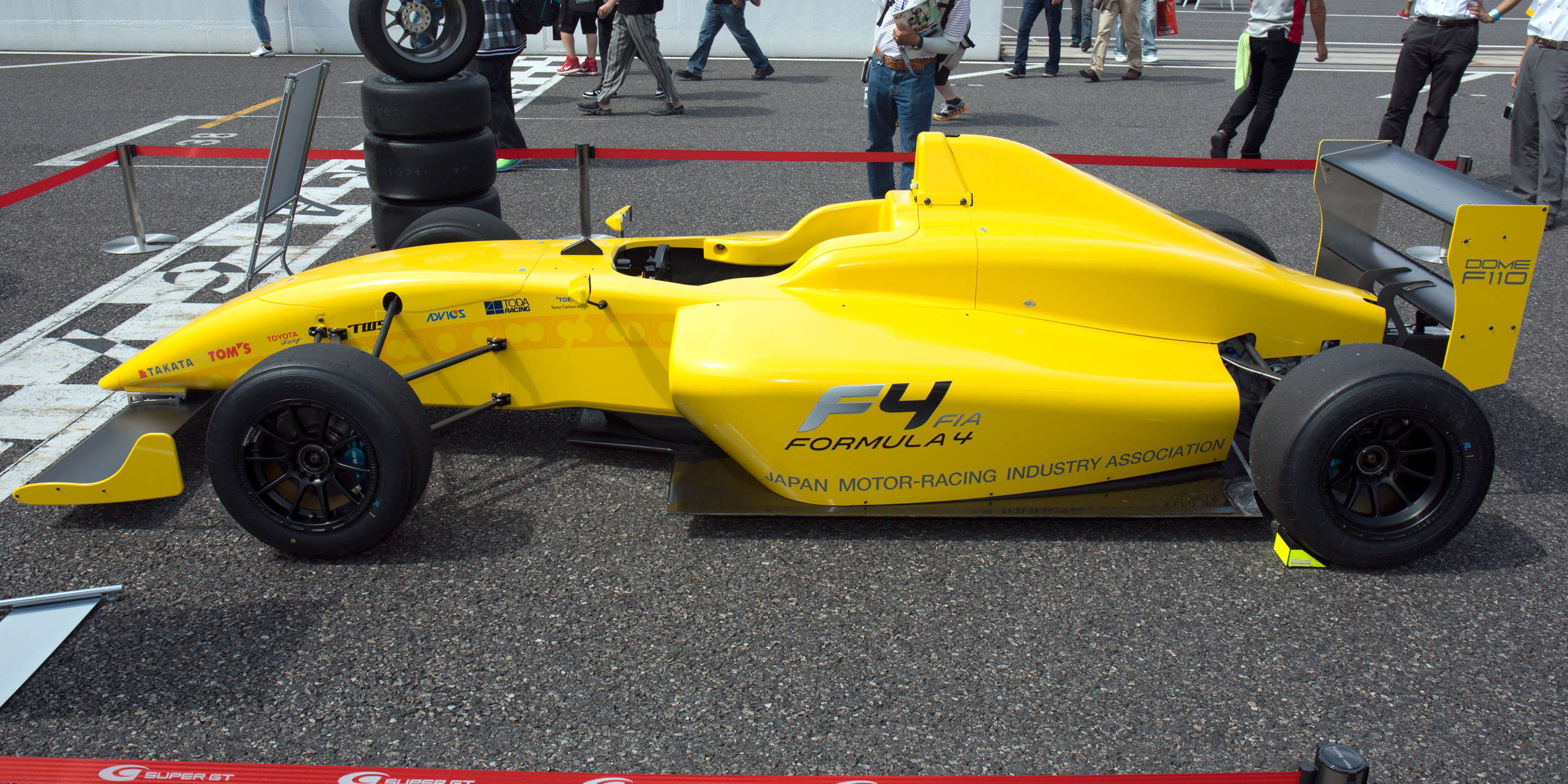
Купол F110 на виставці в 2014 році

FIA Формула-4, також відома як FIA F4 — це категорія гоночних автомобілів з відкритими колесами, призначена для юних пілотів. Глобального чемпіонату не існує, натомість окремі країни або регіони можуть проводити власні чемпіонати відповідно до універсального набору правил і специфікацій.
Категорія була створена в березні 2013 року Міжнародною автомобільною федерацією (FIA) — після схвалення Всесвітньою радою автоспорту як категорія початкового рівня для молодих гонщиків, щоб подолати розрив між картингом і Формулою-3. Колишній пілот Формули-1 Герхард Бергер був призначений президентом Комісії з одномісних автомобілів FIA для нагляду за створенням категорії у відповідь на зниження інтересу до національних чемпіонатів Формули-3 через зростання витрат і появу альтернативних шляхів до Формули-1, таких як тодішня Формула Renault і серії GP2 і GP3, що призвело до закриття кількох національних чемпіонатів Формули-3. На місці дорогих категорій було створено низку окремих категорій під назвою Формула 4.
Спочатку чемпіонати Формули-4 почалися у 2014 році як категорія однієї марки, перш ніж правила були відкриті для багатьох виробників шасі та двигунів. У кожному чемпіонаті використовується одна марка двигуна. Двигуни вирівняні, щоб жоден чемпіонат Формули-4 не був швидшим за інші, з довгостроковим наміром знизити вартість змагань до 100 тис. євро на рік.
На практиці витрати конкурентів значно перевищують цю ціль; вартість участі у французькій серії Формули-4 2022 року (включаючи все обладнання) становила 118 тис. євро без урахування податків. Витрати в інших чемпіонатах F4 можуть бути значно вищими, з однією оцінкою вартості реалістичної спроби німецького чемпіонату серії F4, який уже не існує, перевищує 350 тис. євро.

## Виробники гомологованих шасі
Щоб отримати право на участь у Формулі-4, шасі повинно відповідати вимогам FIA щодо гомологації, а саме: технічному та комерційному регламенту. Чотири виробники шасі були затверджені FIA: Tatuus, Mygale, Dome і Ligier.

### Шасі другого покоління

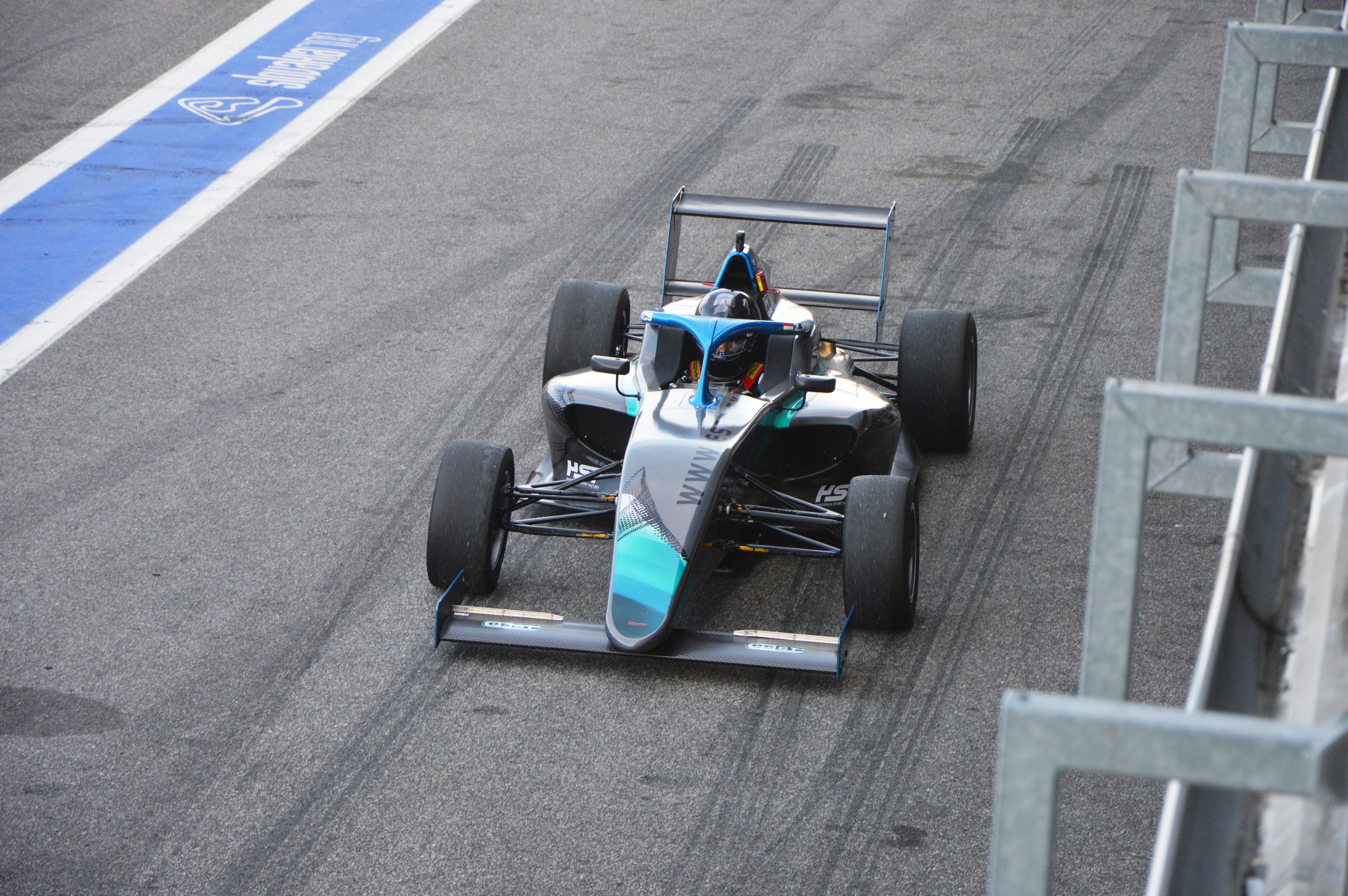
Tatuus F4-T421 (2021–тепер)
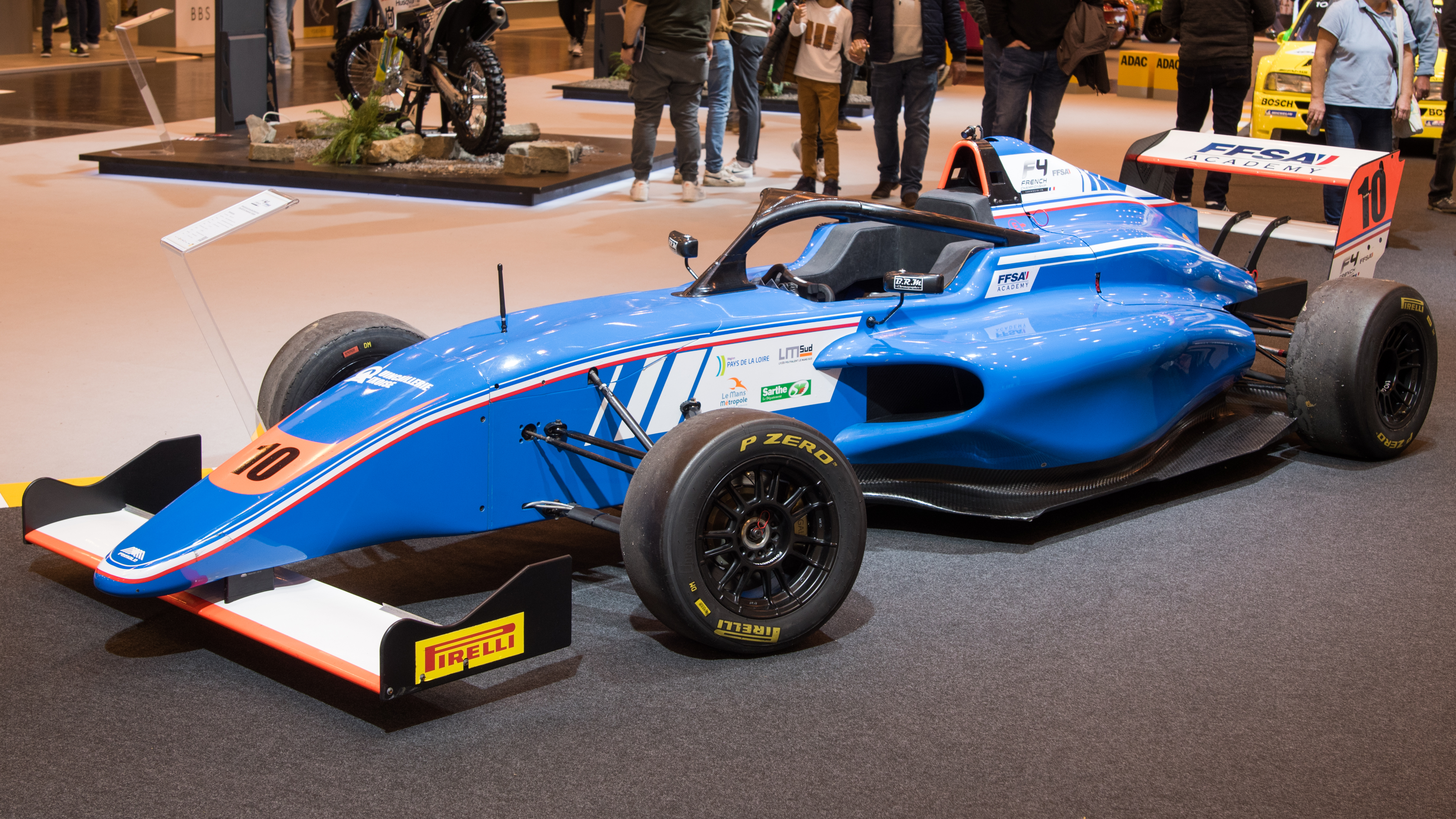
Mygale M21-F4 (2022–тепер)

### Шасі першого покоління

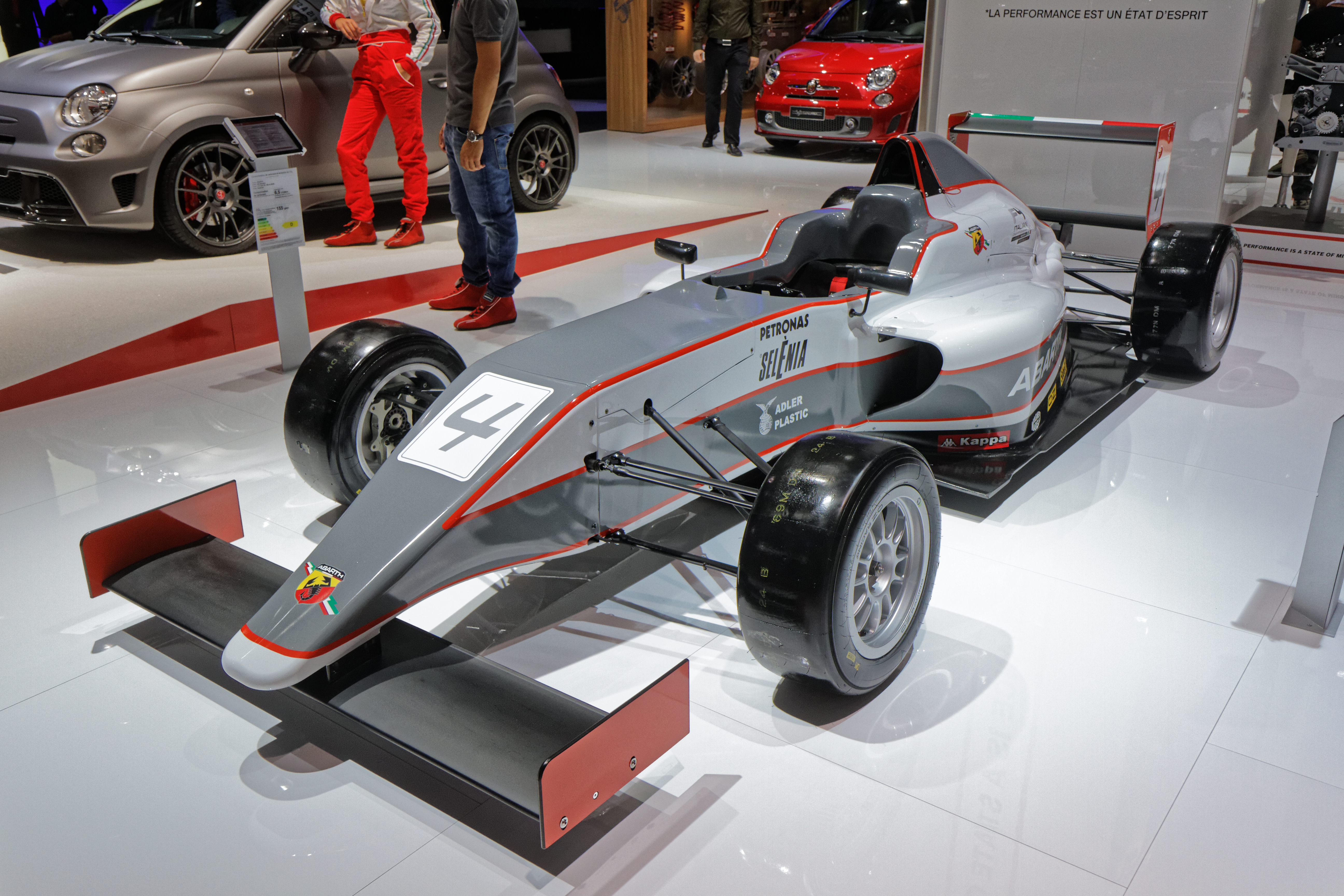
Tatuus F4-T014 (2014–2021)
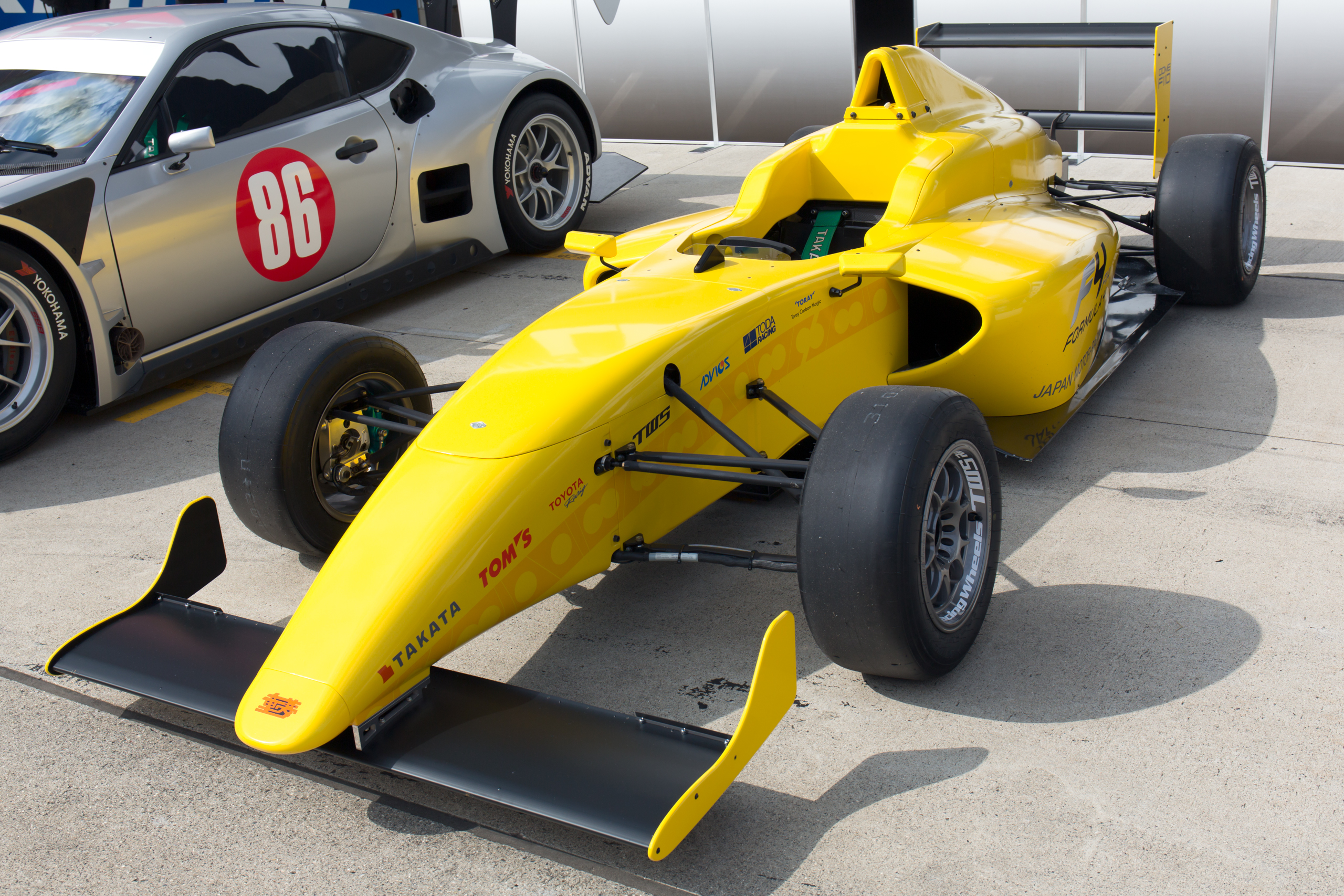
Dome F110 (2015–2023)
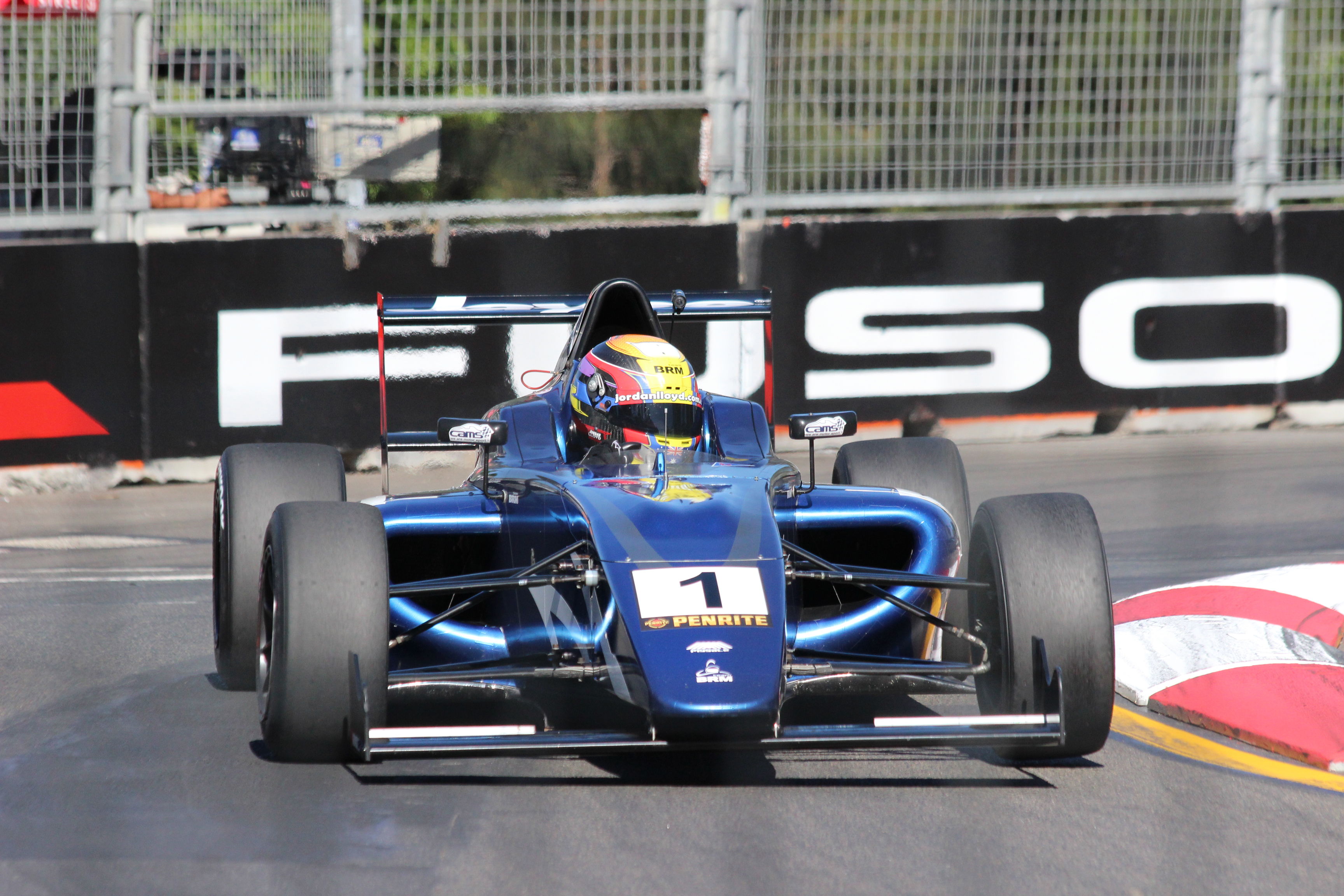
Mygale M14-F4 (2015–2023)
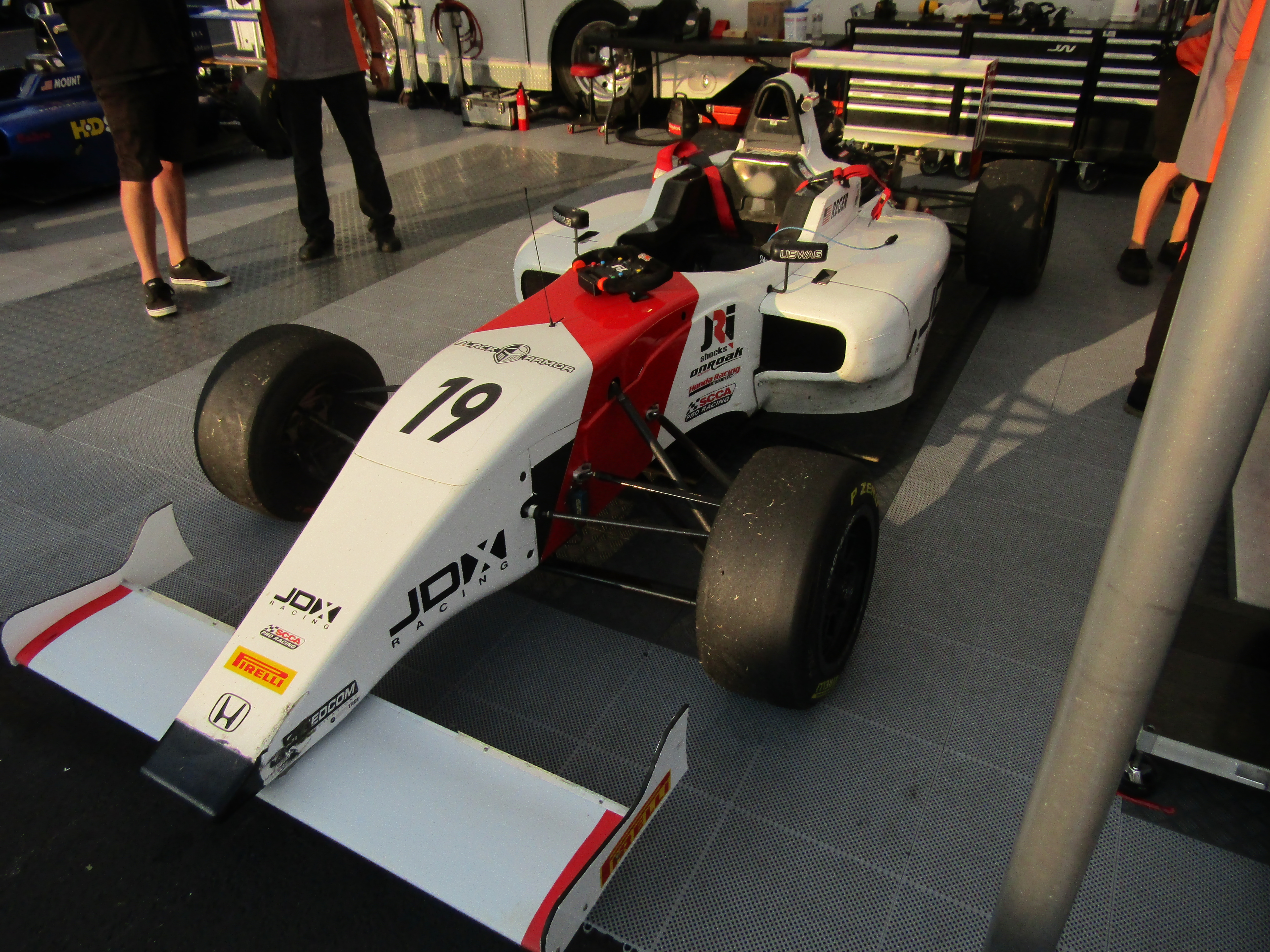
Ligier JS F4 (2016–2023)

## Гомологовані двигуни

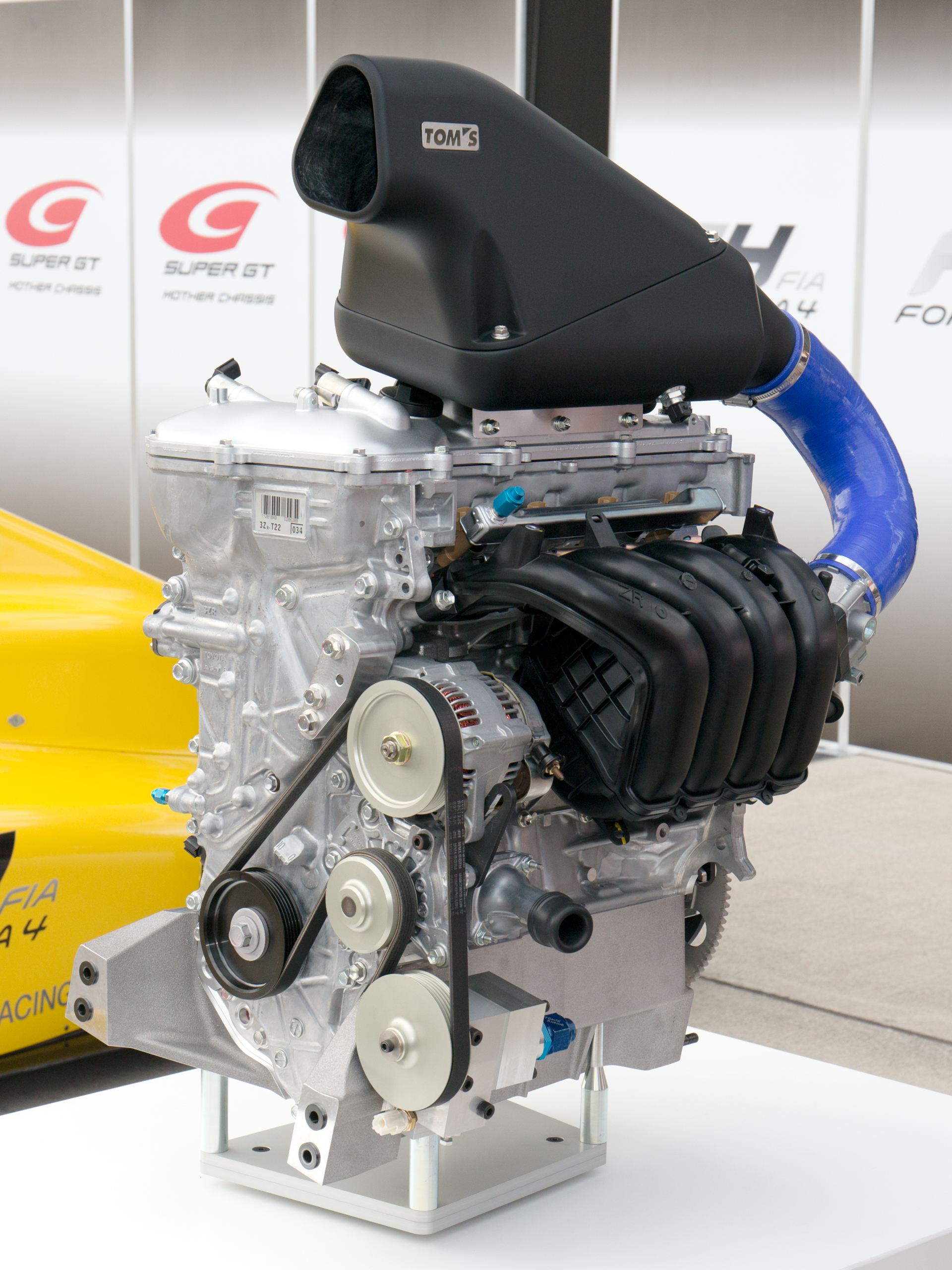
Двигун Toyota 3ZR для чемпіонату Японії

Щоб стати прийнятним двигуном FIA Formula 4, двигун має відповідати вимогам гомологації: його пробіг має становити щонайменше 10 000 км, а вартість не перевищувати 14 тис. євро. Відповідно до технічного регламенту FIA Formula 4, дозволені лише чотирициліндрові двигуни. Дозволяються двигуни як з нормальним наддувом, так і з турбонаддувом, з абсолютною максимальною вихідною потужністю 140 кВт. Об'єм двигуна необмежений. На даний момент сім двигунів гомологовані для використання в FIA Formula 4.
| Виробник                    | Abarth                          | Ford                            | Geely                           | Honda                           | Renault                         | TOM's-Toyota                          | Ligier                                  |
| Назва двигуна               | 1.4L FTJ                        | 1.6L EcoBoost                   | G-Power JLD-4G20                | Honda K20C2                     | 2.0L F4R                        | 3ZR                                   | Ligier Storm V4                         |
| --------------------------- | ------------------------------- | ------------------------------- | ------------------------------- | ------------------------------- | ------------------------------- | ------------------------------------- | --------------------------------------- |
| Тип двигуна                 | Рядний 4-х циліндровий          | Рядний 4-х циліндровий          | Рядний 4-х циліндровий          | Рядний 4-х циліндровий          | Рядний 4-х циліндровий          | Рядний 4-х циліндровий                | V4                                      |
| Об'єм двигуна               | 1400 куб.см                     | 1600 куб.см                     | 2000 куб.см                     | 2000 куб.см                     | 2000 куб.см                     | 2000 куб.см                           | 1650 куб.см                             |
| Газорозподільний механізм   |                                 | DOHC                            | CVVT DOHC                       | i-VTEC DOHC                     | VVT DOHC                        | VVT DOHC                              |                                         |
| Система управління двигуном | Magneti Marelli                 | Life Racing F88GDI4             |                                 | GEMS Honda GDi80 D              | Life Racing F88RS               |                                       |                                         |
| Змащування                  | Сухий картер                    | Сухий картер                    |                                 |                                 |                                 |                                       | Сухий картер                            |
| Охолодження                 | Повітряний та водяний радіатор  | Повітряний та водяний радіатор  |                                 |                                 | Повітряний та водяний радіатор  |                                       |                                         |
| Трансмісія                  | Шестишвидкісна послідовна Sadev | Шестишвидкісна послідовна Sadev | Шестишвидкісна послідовна Sadev | Шестишвидкісна послідовна Sadev | Шестишвидкісна послідовна Sadev | Шестишвидкісна послідовна Toda Racing | Шестишвидкісна послідовна Sadev (SLR75) |
| Паливо                      | Panta Racing Fuel               |                                 |                                 | Sunoco                          |                                 |                                       |                                         |

## Продуктивність
Формула 4 є першим кроком від картингу на Глобальному шляху FIA (FIA Global Pathway), і за задумом має найменшу продуктивність серед усіх автомобілів, що беруть участь у ній.
Порівняно з суперкарами, дозволеними для дорожнього руху, боліди Формули 4 мають менше прискорення і значно нижчу максимальну швидкість приблизно 240 км/год; більшість сучасних суперкарів здатні розвивати швидкість понад 300 км/год. Автомобілі F4 мають набагато кращі можливості гальмування та проходження поворотів, особливо у швидкісних поворотах, де аеродинамічна притискна сила болідів Формули 4 має найбільший ефект.
Згідно з офіційною інформацією Академії F1, гоночний автомобіль Tatuus (практично ідентичний тому, що використовується в деяких серіях F4) має максимальне поперечне прискорення на поворотах приблизно 2,0g, що значно перевищує типове (неспортивне) дорожній автомобіль, максимальна вага якого становить менше ніж 1 г, але значно менше, ніж машини Формули 3 (які досягають піка близько 2,5 г).
Щоб дати певне уявлення про розрив між рівнями продуктивності Формули-4 та Формули-1, найшвидше кваліфікаційне коло для раунду Формули-4 2023 року на трасі Сільверстоун становило 2:01,651; поул-коло на Гран-прі Великобританії 2024 року на автомобілі Формули-1 склало 1:25,819.
Однак автомобілі F4 все ще проходять коло значно швидше, ніж більшість серійних гоночних категорій. Час на поул F4 приблизно на 2 секунди швидший за рекорд кола Porsche Carrera Cup і приблизно на 10 секунд швидше за рекорд кола TCR Touring Car.

## Активні чемпіонати, санкціоновані FIA

### Ігри FIA з автоспорту
Перегони Формули-4 є частиною Ігор автоспорту FIA, подій, що проводяться раз на два роки та включають різноманітні дисципліни автоспорту, включаючи картинг, дрифтинг, ралі та кіберспорт, а також кільцеві перегони.

### Національні/регіональні чемпіонати, схвалені FIA
Ці чемпіонати проводяться згідно з правилами Формули-4 і схвалені FIA як національні змагання Формули-4. Пілоти, які беруть участь у цих серіях, можуть отримати очки FIA Super License, які потрібні для участі у Формулі-1. Щоб серія мала право на очки Суперліцензії, сезон повинен складатися щонайменше з п’яти подій на щонайменше трьох трасах. Хоча серії називаються національними, деякі серії змагаються на трасах у кількох країнах.

## Інші чемпіонати Формули-4

### Академія F1
F1 Academy — це виключно жіноча гоночна серія, яку проводить Формула-1 з 2023 року. Водії використовують дещо модифіковане шасі Tatuus F4-T421 з 4-циліндровими двигунами Autotecnica 1,4 літра з турбонаддувом.